# Municipio de St. Marys (Kansas)
El municipio de St. Marys (en inglés: St. Marys Township) es un municipio ubicado en el condado de Pottawatomie en el estado estadounidense de Kansas. En el año 2010 tenía una población de 3630 habitantes y una densidad poblacional de 36,46 personas por km².

## Geografía
El municipio de St. Marys se encuentra ubicado en las coordenadas 39°13′30″N 96°4′49″O / 39.22500, -96.08028. Según la Oficina del Censo de los Estados Unidos, el municipio tiene una superficie total de 99.56 km², de la cual 98,05 km² corresponden a tierra firme y (1,52 %) 1,51 km² es agua.

## Demografía
Según el censo de 2010, había 3630 personas residiendo en el municipio de St. Marys. La densidad de población era de 36,46 hab./km². De los 3630 habitantes, el municipio de St. Marys estaba compuesto por el 92,01 % blancos, el 1,07 % eran afroamericanos, el 1,27 % eran amerindios, el 0,55 % eran asiáticos, el 1,9 % eran de otras razas y el 3,2 % eran de una mezcla de razas. Del total de la población el 7,99 % eran hispanos o latinos de cualquier raza.